# Amphore (unité)
Une amphore ou amphore quadrantal[Quoi ?] est une mesure de capacité pour des liquides très commune depuis l'Antiquité. Elle est généralement équivalente à un pied cube.
 Selon la longueur du pied respectif, l'amphore pouvait avoir différentes valeurs :
| 25 | / | 28 |

| 264, | 6 |

| ≈ | 18, | 525 |

|  | 1 |

| 296, | 352 |

| ≈ | 26, | 027 |

| 25 | / | 24 |

| 308, | 7 |

| ≈ | 29, | 418 |

| 16 | / | 15 |

| 316, | 1088 |

| ≈ | 31, | 587 |

 Remarque : ce tableau retient la définition moderne du pied romain d'exact 22 x 33 x 5-3 x 73 mm.
- En France, le muid était la grande mesure de volume pour les liquides. Il est de huit pied-du-roi cube exactement.
 Un pied-du-roi cube était de 34,277 litres. Si l'on veut : « une amphore du roi ». Néanmoins, ce nom n'est pas attesté.